# آربسباخ
آربسباخ (به آلمانی: Arbesbach) یک منطقهٔ مسکونی در اتریش است که در ناحیه تسوتل واقع شده‌است. آربسباخ ۵۴٫۹۸ کیلومتر مربع مساحت دارد ۸۴۹ متر بالاتر از سطح دریا واقع شده‌است.